# 多米提乌斯·亚历山大
卢西乌斯·多米提乌斯·亚历山大（拉丁語：Lucius Domitius Alexander，3世紀—311年），可能出生于弗里吉亚。在他担任阿非利加行省的代理官时，皇帝马克森提乌斯命令他将自己儿子送往罗马當作人质。308年，亚历山大拒绝了这一要求并自立为帝。
据佐西姆斯（公元6世纪希腊历史学家）的模糊记载，马克森提乌斯将自己的肖像送往阿非利加行省以向臣民展示其形象，但仍忠诚于伽列里乌斯的部队发动了叛乱。马克森提乌斯命令时任阿非利加行省总督的多米提乌斯·亚历山大将自己的儿子作为质子送到罗马以确保其忠诚。亚历山大拒绝了这一命令，并被其军队拥立为帝。这一事件可能是由公元308年初马克森提乌斯与其父亲马克西米安之间的冲突引起的，而在佐西姆斯的记载中，似乎搞混了伽列里乌斯与马克西米安。
除了北非的诸行省（今位於阿尔及利亚、突尼斯和利比亚西部），亚历山大也控制了撒丁尼亚。他就任代理官时年纪已经很大了。有铭文记载证明，亚历山大与君士坦丁一世曾联合起来对抗马克森提乌斯，协约最晚在310年秋季之前已经签订。
马克森提乌斯派遣行政长官路费乌斯·沃卢西安努斯与一名Zenas前去平息叛乱，亚历山大很快就被囚禁、接着被处以绞刑。显然他的军队并没有反叛的能力。为了报复亚历山大的反叛行为，马克森提乌斯没收了其支持者的财产。多米提乌斯·亚历山大统治终结的年份尚有争议，大致是公元309年到311年之间。

## 引文
1. 1 2  Smith, William. . William Smith  (编).  1. Boston: Little, Brown and Company: 126. 1867  [2021-11-13]. （原始内容存档于2021-01-14）.
2. ↑  Paschoud.
3. ↑  P. Salama, "Recherches numismatiques sur l'usurpateur africain L. Domitius Alexander", Proceedings of the International Numismatic Congress, 1973, p. 365, note 2.

## 外部連結
- De imperatoribus Romanis （页面存档备份，存于） on Alexander, including bibliography.